# Wapen van Turkmenistan

Wapen van Turkmenistan.

Wapen van Turkmenistan tussen 1992 en 2003.

Het wapen van Turkmenistan komt overeen met het staatsembleem. Na het uitroepen van de onafhankelijkheid in 1991 werd in 1992 een wapen ingevoerd die slechts in kleuren en vorm iets afwijkt van het huidige wapen. Het huidige wapen is in 2003 ingevoerd.

## Beschrijving
De vorm van het huidige wapen van Turkmenistan is gebaseerd op het islamitische symbool Rub El Hizb. In de middelste cirkel staat op een donkerblauwe achtergrond een afbeelding van het Turkmeense paardenras Akhal-Teke. De cirkel ernaast heeft een rode achtergrond en zijn er vijf tapijtornamenten afgebeeld, die ook terugkomen in de vlag van Turkmenistan. Het buitenste vlak van het wapen heeft een donkergroene achtergrond waarbij aan beide zijkanten een korenaar is afgebeeld. Aan de onderzijde staan zeven katoenplanten afgebeeld en geheel bovenaan het islamitische symbool wassende maan met daarbij vijf sterren.

## Symboliek
Het Akhal-Tekepaard komt al duizenden jaren voor in de Turkmeense regio en staat tegenwoordig symbool voor de trots van de Turkmenen. De vijf tapijtornamenten staan voor de vijf traditionele Turkmeense stammen. Turkmenen hebben de gewoonte om gasten met brood en zout te begroeten. De korenaren symboliseren deze gewoonte in het wapen. Het landbouwproduct katoen is een belangrijk exportproduct van het land en is om die reden opgenomen in het wapen. De vijf sterren bij de wassende maan staan voor de vijf provincies van Turkmenistan. Het islamitische symbool wassende maan staat niet alleen voor het geloof, maar eveneens voor het geloof in een goede toekomst.
De voornaamste kleuren van het wapen, rood en groen, zijn de traditionele kleuren van de islam. Volgens de officiële lezing staan de kleuren tegenwoordig voor Turkmeense tradities.
Afghanistan · Armenië · Azerbeidzjan · Bahrein · Bangladesh · Bhutan · Brunei · Cambodja · China: Volksrepubliek / Republiek (Taiwan) · Cyprus · Filipijnen · Georgië · India · Indonesië · Irak · Iran · Israël · Japan · Jemen · Jordanië · Kazachstan · Kirgizië · Koeweit · Laos · Libanon · Malediven · Maleisië · Mongolië · Myanmar · Nepal · Noord-Korea · Oezbekistan · Oman · Oost-Timor · Pakistan · Palestina · Qatar · Rusland · Saoedi-Arabië · Singapore · Sri Lanka · Syrië · Tadzjikistan · Thailand · Turkmenistan · Turkije · Verenigde Arabische Emiraten · Vietnam · Zuid-Korea

Afhankelijke gebieden: Hongkong · Macau

Betwiste gebieden: Noord-Cyprus